# Ixorida nagaii
Ixorida nagaii är en skalbaggsart som beskrevs av Franz Antoine 1992. Ixorida nagaii ingår i släktet Ixorida och familjen Cetoniidae. Inga underarter finns listade i Catalogue of Life.